# Il genio e la dea
Il genio e la dea (originale The Genius and the Goddess) è un romanzo di Aldous Huxley pubblicato nel 1955 da Chatto & Windus. L'opera narra le vicende di John Rivers, uno studente di fisica degli Anni 20 che viene assunto dal college come assistente di laboratorio di Henry Maartens.

## Edizioni italiane
- Aldous Huxley, The Genius and the Goddess, New York, Harper & Bros., 1955.
- Aldous Huxley, Il genio e la dea, traduzione di Glauco Cambon, Milano, Mondadori, 1956.
- Aldous Huxley, Il genio e la dea, traduzione di Fabrizio Elefante, Milano, SugarCo, 1984.
- Aldous Huxley, Il genio e la dea, traduzione di Paolo Cioni, Fidenza, Mattioli 1885, 2008. ISBN 978-88-89397-86-2